# Що сталося з Розою
Що сталося з Розою (англ. What Happened to Rosa) — американська кінокомедія Віктора Шерцінгера 1920 року з Мейбл Норманд в головній ролі.

## Сюжет
Ворожка говорить клерку, що вона в попередньому житті була іспанською дворянкою і дівчина починає жити, як справжня іспанська дворянка.

## У ролях
- Мейбл Норманд — Роза Альваро
- Доріс Паун — Гвен
- Таллі Маршалл — Персі Павич
- Хью Томпсон — лікар Мейнард Дрю
- Юджині Бессерер — мадам О'Доннеллі
- Бастер Троу — Джим
- Адольф Менжу — репортер, друг лікаря